# Gary Noël
Gary James George Noël (Londra, 7 marzo 1990) è un ex calciatore inglese naturalizzato mauriziano, di ruolo attaccante.

## Carriera

### Club
Ha giocato nelle serie minori dei campionati inglese, austriaco e tedesco.

### Nazionale
Nel 2016 ha esordito in nazionale.

## Statistiche

### Cronologia presenze e reti in nazionale
| Cronologia completa delle presenze e delle reti in nazionale ― Mauritius | Cronologia completa delle presenze e delle reti in nazionale ― Mauritius | Cronologia completa delle presenze e delle reti in nazionale ― Mauritius | Cronologia completa delle presenze e delle reti in nazionale ― Mauritius | Cronologia completa delle presenze e delle reti in nazionale ― Mauritius | Cronologia completa delle presenze e delle reti in nazionale ― Mauritius | Cronologia completa delle presenze e delle reti in nazionale ― Mauritius | Cronologia completa delle presenze e delle reti in nazionale ― Mauritius |
| Data                                                                     | Città                                                                    | In casa                                                                  | Risultato                                                                | Ospiti                                                                   | Competizione                                                             | Reti                                                                     | Note                                                                     |
| ------------------------------------------------------------------------ | ------------------------------------------------------------------------ | ------------------------------------------------------------------------ | ------------------------------------------------------------------------ | ------------------------------------------------------------------------ | ------------------------------------------------------------------------ | ------------------------------------------------------------------------ | ------------------------------------------------------------------------ |
| 24-3-2017                                                                | Mitsamiouli                                                              | Comore                                                                   | 2 – 0                                                                    | Mauritius                                                                | Qual. Coppa d'Africa 2019                                                | -                                                                        |                                                                          |
| 28-3-2017                                                                | Belle Vue Maurel                                                         | Mauritius                                                                | 1 – 1                                                                    | Comore                                                                   | Qual. Coppa d'Africa 2019                                                | -                                                                        | 75’                                                                      |
| Totale                                                                   |                                                                          | Presenze                                                                 | 2                                                                        |                                                                          | Reti                                                                     | 0                                                                        |                                                                          |